# The Holy Bible
The Holy Bible – trzecia studyjna płyta walijskiej grupy muzycznej Manic Street Preachers, wydana w 1994 roku.
Był to ostatni album tego zespołu nagrany przed zniknięciem gitarzysty, Richeya Jamesa Edwardsa.

## Lista utworów
1. "Yes" – 4:59
2. "Ifwhiteamericatoldthetruthforonedayit'sworldwouldfallapart" – 3:39
3. "Of Walking Abortion" – 4:01
4. "She Is Suffering" – 4:43
5. "Archives of Pain" – 5:29
6. "Revol" – 3:04
7. "4st 7lb" – 5:05
8. "Mausoleum" – 4:12
9. "Faster" – 3:55
10. "This Is Yesterday" – 3:58
11. "Die in the Summertime" – 3:05
12. "The Intense Humming of Evil" – 6:12
13. "P.C.P." – 3:55